# Piilosaari (ö i Norra Karelen, Pielisen Karjala)
Piilosaari är en ö i Finland. Den ligger i sjön Ruosmanjärvi och i kommunen Lieksa i den ekonomiska regionen  Pielinen-Karelen  och landskapet Norra Karelen, i den östra delen av landet, 400 km nordost om huvudstaden Helsingfors. Öns area är 1,1 hektar och dess största längd är 160 meter i nord-sydlig riktning.